# 로드 캐머런

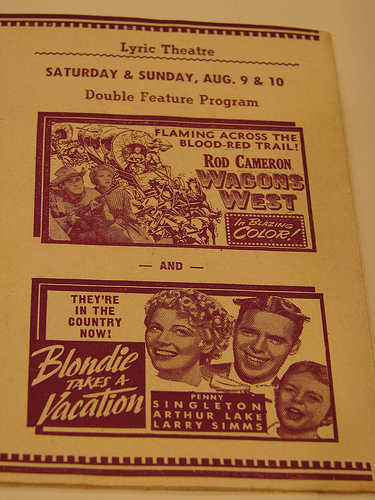

로드 캐머런(Rod Cameron, 1910년 12월 7일 ~ 1983년 12월 21일)은 캐나다의 영화배우, 텔레비전 배우이다.
캘거리에서 태어났으며 게인즈빌에서 사망하였다. 사인은 암이다.

## 영화
- 사이코 킬러 (1975년)
- 마지막 영화 (1971년)
- 제12순찰대 (1968년)
- 보난자 (1959년)
- 폴로우 더 보이즈 (1944년)
- 파킹튼 부인 (1944년)
- 트루 투 더 아미 (1942년)
- 스타 스팽글드 리듬 (1942년)
- 프라이오러티스 온 퍼레이드 (1942년)
- 더 플릿츠 인 (1942년)
- 웨이크 아일랜드 (1942년)
- 아이 원티드 윙스 (1941년)
- 이프 아이 해드 마이 웨이 (1940년)